# سانتا ماریا ا ویکو
سانتا ماریا ا ویکو (به ایتالیایی: Santa Maria a Vico) یک کومونه در ایتالیا است که در استان کسرتا واقع شده‌است. سانتا ماریا ا ویکو ۱۰٫۸ کیلومتر مربع مساحت و ۱۴٬۰۲۷ نفر جمعیت دارد و ۸۳ متر بالاتر از سطح دریا واقع شده‌است.

## خواهرخوانده
شهرهای Caspe و Gaillac خواهرخوانده‌های سانتا ماریا ا ویکو هستند.